# Paul Meek
Paul Meek (* 8. November 1957 in Wales) ist ein deutsch-britischer Autor. Er gilt als Medium und behauptet, mit Verstorbenen kommunizieren zu können.

## Leben
Geboren in Wales, studierte Meek in London Musik und wurde Opernsänger u. a. in Bayreuth. Bereits als 13-Jähriger kam er zur britischen Spiritual Church und ging dort in die Lehre. Später, als er als Opernsänger in Bayreuth tätig war, sollte er für ein Medium in München einspringen, das verhindert war. Damit hatte er einigen Erfolg und beschloss, hauptsächlich als Medium zu arbeiten. Ursprünglich wollte er zurück nach London, als er einen Auftritt bei RTL Mysteries mit Jörg Draeger hatte. Mit diesem Auftritt wurde er einem breiteren Publikum bekannt und entschied, in München zu bleiben. Es folgten weitere Fernsehauftritte.
Meek tritt in Veranstaltungen auf, bei denen er angeblich Kontakte zwischen anwesenden Menschen im Publikum und deren Verstorben herstellt, um Botschaften zu übermitteln. Ursprünglich hatte er auch Einzelsitzungen angeboten, hat dies aber später abgebrochen. Er schrieb Bücher, produzierte DVDs und CDs, die zu Bestsellern wurden, und gibt Seminare zur Weiterbildung. Meek gilt heute als eines der bekanntesten Medien in Europa. Er lebt in München.

## Schriften
- Zwei Welten im Einklang Verlag Thanner, ISBN 978-3-9807865-6-0
- Der Himmel ist nur einen Schritt entfernt Verlag Thanner, ISBN 978-3-9807865-0-8
- Das Tor zum Himmel ist immer offen Verlag Thanner, ISBN 978-3-9807865-1-5
- Das Leben ohne Ende Verlag Thanner, ISBN 978-3-9807865-3-9

## CDs und DVDs
- Meine Sicht ins Jenseits Video-DVD. Verlag Thanner, ISBN 978-3-9807865-5-3
- Musikalische Meditationen Audio-CD. Verlag Thanner, ISBN 978-3-9807865-4-6